# 德温·格雷
德温·安托万·格雷（英語：Devin Antoine Gray，1972年5月31日—2013年8月17日），美国NBA联盟前职业篮球运动员。